# 軍鶏鍋
軍鶏鍋（しゃもなべ）は、鶏の一種である軍鶏を使った鍋料理である。

## 概要
これといった定義はなく、軍鶏の肉が入っていれば軍鶏鍋と呼ばれる。
一例として、坂本龍馬が好んだとされる軍鶏鍋は出汁と醤油で作った割り下ににんにくを入れて煮込んだものとされる。司馬遼太郎の創作小説「竜馬がゆく」においては、近江屋事件の当日に龍馬が軍鶏鍋を注文するも料理屋から届く前に暗殺されてしまう様子が描かれている。
その他池波正太郎の鬼平犯科帳シリーズに出てくる軍鶏鍋屋「五鉄」の軍鶏鍋がある。軍鶏のもつ（内臓肉）を使うのが特徴で、酒、みりん、醤油、水を合わせて濃い目の割り下を作り、ささがきの牛蒡と軍鶏のもつを鉄鍋で煮込んだもの、ということになっている。鍋料理であるにもかかわらず夏でも登場人物に食べさせており、粉山椒や唐辛子をかけつつ、汗を拭いながら食べるのが快味だという。なお、東京の深川には五鉄の軍鶏鍋に似た料理を出す店が現存する。
軍鶏鍋からの派生料理として、日本橋人形町の軍鶏料理屋「玉ひで」で考案されたものが親子丼である。